# Leutnant
Der Leutnant (Abkürzung gemäß Duden: Lt.) ist ein Dienstgrad der Bundeswehr, des Bundesheeres, der Schweizer Armee sowie früherer Streitkräfte. In Österreich ist Leutnant auch eine Bezeichnung für bestimmte Verwendungen in der Bundespolizei und Justizwache. In vielen anderen Streitkräften finden sich vergleichbare, teils ähnlich lautende Dienstgrade.

## Etymologie
Lieu tenant – ein Partizip von lieu tenir – bedeutet im Französischen wörtlich „Platz haltend“ im Sinne von Platzhalter, Statthalter oder Stellvertreter. Der Wortstamm geht seinerseits auf das mittelalterlich-lateinische locum tenens zurück. Daraus entwickelten sich im Italienischen und im Französischen die Dienstgrad- und Funktionsbezeichnungen Luogotenente bzw. Lieutenant. Unter den französischen Königen war der Lieutenant du Roi der Stellvertreter des Königs im Heer oder in einer Festung. Napoleon Bonaparte erneuerte diesen zwischenzeitlich abgeschafften Titel, indem er im Spanienfeldzug den Marschall Nicolas Jean-de-Dieu Soult 1813 als Vizekönig der Pyrenäischen Halbinsel zum Lieutenant de l’Empereur ernannte.
In den Heeren und Kriegsmarinen der frühen Neuzeit war der Leutnant der (oberste) Stellvertreter des Kapitäns, also des Kompaniechefs oder des Schiffskommandanten. Später differenzierte sich der Leutnantsrang in diverse Unter- und Obergrade aus. Speziell in der französischen Armee existierte im 18. und im frühen 19. Jahrhundert eine nahezu unübersichtliche Anzahl diverser Ränge, unterschiedlich nach Zeitpunkt und/oder Truppengattung. So gab es in der Armee bspw. Grade wie sous-lieutenant en second, sous-lieutenant („<zweiter> Unterleutnant“), lieutenant en second, second-lieutenant („zweiter Leutnant“), lieutenant („<Ober->Leutnant“), lieutenant en pied (etwa „wirklicher, tatsächlicher <Ober->Leutnant“), lieutenant en premier und premier-lieutenant („erster <Ober->Leutnant“). Sämtliche Leutnantsgrade rangierten vor den Fähnrichen (enseignes) und Kornetten (cornettes), die ebenfalls in mehrere Grade untergliedert waren und nach modernem Verständnis ebenfalls als Leutnante anzusehen wären.
Heute rangiert in den französischen Streitkräften und in zahlreichen anderen Armeen der Sous-lieutenant oder Second Lieutenant (Sekondeleutnant, wörtliche Übersetzung: „Zweiter Leutnant“) als niedrigster Offiziersdienstgrad unter dem Leutnant. In anderen romanischen Sprachen wird vom französischen Begriff Tenente oder Teniente abgeleitet.
„Leutnant“ kam als Lehnwort Lieutenant um 1500 aus dem Französischen in den deutschen Sprachraum. Im Mittelalter wählte jeder Hauptmann eines Fähnleins einen Lokotenenten bzw. Leutinger als seinen Stellvertreter. In diesem Sinne wird das Wort Leutnant bis heute im deutschen Sprachraum als Dienstgradbezeichnung verwendet. In einigen früheren deutschen Streitkräften gab es bis ins 19. Jahrhundert bereits die Abstufung Oberleutnant (alternativ französierend: Premierlieutenant), der über dem rangniedrigeren Leutnant (Secondelieutenant) stand. Der wörtlich aus dem Französischen übersetzte Begriff „Unterleutnant“ für Dienstgrade unterhalb des Leutnants war dagegen die längste Zeit im deutschen Sprachraum unüblich. Nur in der Nationalen Volksarmee und der Kaiserlichen Marine (dort als Unterleutnant zur See) gab es diese Dienstgradbezeichnung. Die heutige Schreibweise „Leutnant“ ist im deutschen Kaiserreich 1899 für den militärischen Gebrauch angeordnet worden.

## Bundeswehr
Der Dienstgrad Leutnant wird durch den Bundespräsidenten mit der Anordnung des Bundespräsidenten über die Dienstgradbezeichnungen und die Uniform der Soldaten auf Grundlage des Soldatengesetzes festgesetzt.

### Befehlsbefugnis und Dienststellungen
In der Bundeswehr ist der Leutnant ein Offiziersdienstgrad, der gemäß der Zentralen Dienstvorschrift (ZDv) A-1420/24 „Dienstgrade und Dienstgradgruppen“ zur Dienstgradgruppe der Leutnante zählt. Aufgrund der Zugehörigkeit zur Dienstgradgruppe der Leutnante können Leutnante auf Grundlage des § 4 („Vorgesetztenverhältnis auf Grund des Dienstgrades“) der Vorgesetztenverordnung innerhalb der dort gesetzten Grenzen Soldaten der Dienstgradgruppen Mannschaften und Unteroffizieren ohne und mit Portepee Befehle erteilen.
Leutnante in den Laufbahnen des Truppendienstes befinden sich in der Regel noch im Studium. Bis Studienabschluss haben sie mit der „regulären“ Truppe in der Regel – wenn überhaupt – nur in Truppenpraktika Kontakt. Entsprechend ihrem Rang werden sie dann übungsweise meist als stellvertretende Zugführer oder stellvertretender Kompaniechef eingesetzt. Wenige Offiziere mit kurzem Studium werden bereits in den grundlegenden Waffensystemen ihrer Truppengattung geschult, um dann (meist erst als Oberleutnant) als militärische Führer ihrer Truppengattung zu dienen. Die wenigen Offiziere ohne Studium haben die grundlegenden Lehrgänge ihrer Truppengattung (im Heer ist der Offizierlehrgang 3 zu nennen) bereits absolviert oder absolvieren sie in den ersten Monaten als Leutnant und dienen dann in der Truppe bereits im Dienstgrad Leutnant dauerhaft als militärische Führer. Typisch sind Verwendungen als Zugführer, Kompanieeinsatzoffizier, stellvertretender Kompaniechef oder Luftfahrzeugführer. Offiziere des militärfachlichen Dienstes haben ihre Ausbildung an einer Fach- und Offizierschule häufig bereits abgeschlossen oder beenden sie im Dienstgrad Leutnant. Sie werden dann auf ihrer Planstelle eingesetzt, die selten den vorgenannten Dienststellungen ähnelt, am ehesten noch im Flugdienst, sondern dienen meist in Fachabteilungen auf Fachgebieten, deren Grundzüge sie häufig bereits aus ihrer Zeit als Unteroffiziere kennen. Diese Leutnante beschäftigen sich dort beispielsweise mit Fachfragen der Rüstungs-, Logistik- und Personalplanung, der Materialerprobung, Verfahren der Materialerhaltung oder planen und überwachen den Flugdienst. Sanitätsoffizieranwärter und Musikmilitäroffizieranwärter beenden ihre Ausbildung im Dienstgrad Leutnant und werden dann sofort in einen der Dienstgrade der Hauptleute befördert. Auf regulären Dienstposten der Truppe werden sie in diesem Dienstgrad ähnlich wie die studierenden Leutnante des Truppendienstes nicht eingesetzt. Letzter Ausbildungsabschnitt für Sanitätsoffizieranwärter der Fachrichtung Humanmedizin ist das Praktische Jahr, das mit dem letzten Teil des Staatsexamens beendet wird, das auch für die anderen Sanitätsoffiziere den Abschluss ihrer Ausbildung markiert. Militärmusikoffizieranwärter im Dienstgrad Leutnant beenden ihre Ausbildung mit dem Kapellmeisterexamen. Aufgrund dieser und ähnlicher (möglicherweise auch nur temporärer) Dienststellungen können Leutnante in den in der Vorgesetztenverordnung aufgezählten Fällen allen dienstlich oder fachlich unterstellten Soldaten Befehle erteilen.

### Ernennung und Besoldung
Maßgebliche gesetzliche Grundlagen für die Ernennung zum Leutnant trifft die Soldatenlaufbahnverordnung (SLV) und ergänzend die Zentrale Dienstvorschrift (ZDv) 20/7. Zum Dienstgrad Leutnant können Soldaten auf Zeit und Reservisten ernannt werden. Voraussetzung ist die Zugehörigkeit zur Laufbahngruppe der Offiziere. Der Dienstgrad kann in der Regel frühestens nach 36 Monaten Dienstzeit erreicht werden. Vor Ernennung zum Leutnant muss eine Offizierprüfung mit Erfolg abgelegt werden. Mit der Ernennung zum Leutnant werden Offizieranwärter zu Offizieren. Dies gilt entsprechend ebenfalls für Offizieranwärter in den Laufbahnen des Sanitäts- und Militärmusikdienstes, die jedoch gleichzeitig Sanitäts- und Militärmusikoffizieranwärter bleiben.
Ein Leutnant wird nach der Bundesbesoldungsordnung (BBesO) mit A 9 besoldet.

### Sanitätsoffiziere
Sanitätsoffiziere mussten bis etwa Mitte 2004 eine 18-monatige Dienstzeit als Leutnant – Arzt im Praktikum (AIP) absolvieren, bevor sie die Approbation erhielten und dann zum Stabsarzt befördert wurden. Zahnmediziner absolvierten keinen AIP und wurden mit Studienabschluss vom Oberfähnrich zum Stabsarzt befördert. Änderungen der Approbationsordnung und der Soldatenlaufbahnverordnung ermöglichten Sanitätsoffizieranwärtern, die rund sechs Jahre bis zum Abschluss ihres Studiums benötigten und im Fall der angehenden Humanmediziner damit auch rund sechs Jahre bis zu ihrer Beförderung zum Leutnant, nun nach 36 Dienstmonaten die Beförderung zum Leutnant. Ziel war eine Attraktivitätssteigerung der Laufbahn.

### Dienstgradabzeichen
Das Dienstgradabzeichen für Leutnante zeigt einen Stern als Schulterabzeichen.

### Äquivalente, nach- und übergeordnete Dienstgrade
Den Dienstgrad Leutnant führen nur Heeres- und Luftwaffenuniformträger. Marineuniformträger derselben Rangstufe führen den Dienstgrad Leutnant zur See. In den Streitkräften der NATO ist der Leutnant zu allen Dienstgraden mit dem NATO-Rangcode OF-1 äquivalent.
Der Leutnant ist gemäß ZDv 20/7 eine Rangstufe unter dem ranghöheren Oberleutnant bzw. Oberleutnant zur See eingeordnet (erste Dienstgradbezeichnung für Heeres- und Luftwaffenuniformträger; zweite Dienstgradbezeichnung für Marineuniformträger). Nach § 4 der Vorgesetztenverordnung sind wie oben dargestellt alle Offiziere in den dort definierten Grenzen Vorgesetzte aller Dienstgrade der Dienstgradgruppe der Unteroffiziere mit Portepee, deren ranghöchste Dienstgrade der Oberstabsfeldwebel bzw. der Oberstabsbootsmann sind, sowie der Dienstgradgruppen der Unteroffiziere ohne Portepee und der Mannschaften. Im Sinne der Soldatenlaufbahnverordnung folgt der Leutnant in den meisten Laufbahnen der Laufbahngruppe der Offiziere auf den Oberfähnrich (bei Reserveoffizieranwärtern auf den Fähnrich). Gemäß Soldatenlaufbahnverordnung werden Leutnante nachfolgend meist zum Oberleutnant befördert, Sanitätsoffizieranwärter und Militärmusikoffizieranwärter dagegen regelmäßig „direkt“ je nach Approbationsrichtung zum Stabsarzt, Stabsapotheker oder Stabsveterinär oder im Falle der Militärmusikoffizieranwärter zum Hauptmann.
| Offizierdienstgrad |                           |                                   |
| Niedrigerer Dienstgrad |                           | Höherer Dienstgrad                |
| | Leutnant Leutnant zur See | Oberleutnant Oberleutnant zur See |
| Dienstgradgruppe: Mannschaften – Unteroffiziere o.P. – Unteroffiziere m.P. – Leutnante – Hauptleute – Stabsoffiziere – Generale |                           |                                   |

### Verwendung als Sammelbezeichnung
Gemäß der Zentralen Dienstvorschrift (ZDv) 14/5 „Soldatengesetz“ wird für eine Dienstgradgruppe die Bezeichnung „Leutnante“ festgesetzt. „Leutnante“ ist daher offiziell eine Sammelbezeichnung für die Dienstgrade Leutnant, Leutnant zur See, Oberleutnant und Oberleutnant zur See. Die Pluralform „Leutnante“ wird unter anderem wegen der so bezeichneten Dienstgradgruppe im militärischen Sprachgebrauch der Bundeswehr fast durchgängig genutzt, obwohl im zivilen Sprachgebrauch die nach Duden auch insgesamt häufigere Pluralform „Leutnants“ vorgezogen wird. Je nach Kontext meint „Leutnante“ häufig im Sinne des Plurals jedoch nur mehrere Soldaten im Dienstgrad Leutnant. Manchmal wird der Begriff auch abgrenzend zu den höheren Offizieren der Dienstgradgruppe der Leutnante (also den „Oberleutnanten“) verwendet und dient dann als Sammelbezeichnung für die Dienstgrade Leutnant und Leutnant zur See, die im Sprachgebrauch der Marine ebenfalls häufig mit „Leutnant“ statt mit „Leutnant zur See“ angeredet werden.

### Nationale Volksarmee
In Anlehnung an die sowjetischen Streitkräfte und die anderen Streitkräfte des Warschauer Pakts war in den Bewaffneten Organen der DDR der Leutnant (kurz: Ltn.) der dem Unterleutnant folgende nächsthöhere Offizier. Deshalb wurden dort im Unterschied zu den NATO-Streitkräften zwei Offizierssterne nebeneinanderliegend auf dem Schulterstück aufgebracht.
Die offizielle Dienstgradbezeichnung der Volksmarine war anfangs Leutnant zur See, wurde aber später in Leutnant geändert. Im individuellen Sprachgebrauch hingegen blieb die traditionelle Bezeichnung Leutnant zur See weiterhin erhalten.
Für Offiziere der NVA betrug die Regelstehzeit für die Beförderung vom Leutnant zum Oberleutnant zwei Jahre.
| Dienstgrad               |                            |                     |
| niedriger: Unterleutnant | Leutnant(Leutnant zur See) | höher: Oberleutnant |

### Reichsheer, Reichswehr und Wehrmacht
In Reichsheer, Reichswehr und Wehrmacht war der Leutnant, bzw. in der Kriegsmarine der Leutnant zur See, der niedrigste Offiziersrang der Dienstgradgruppe der Leutnante. Im NS-Ranggefüge entsprach dieser Dienstgrad dem SS-Untersturmführer oder SA-Untersturmführer.
| Dienstgrad                |                            |                     |
| niedriger: Stabsfeldwebel | Leutnant(Leutnant zur See) | höher: Oberleutnant |

## Andere Streitkräfte

### Bundesheer und Wachkörper
In Österreich ist der Leutnant (Abk.: Lt) vor dem Fähnrich der zweitniedrigste Offiziersdienstgrad, für den die Erfüllung der modulartigen Ausbildung, welche die Kaderanwärterausbildung Teil 1 und Teil 2 (früher das so genannte EF (Einjährig-Freiwilligen Jahr)) umfasst, als Grundvoraussetzung erforderlich ist.
Für Berufsoffiziere folgt ein 6-semestriges (bis August 2008: achtsemestriges) Studium im Studiengang „Militärische Führung“ an der Theresianischen Militärakademie in Wiener Neustadt. Während des Studiums an der Militärakademie haben die Anwärter den Dienstgrad Fähnrich. Da es sich dabei um ein Hochschulstudium mit 180 ECTS Punkten handelt, schließen die Offiziersanwärter mit der Sponsion zum Bachelor of Arts in militärischer Führung ab.
Anders ist die Laufbahn in der Miliz. Nach der einjährigen Kaderanwärterausbildung Teil 1 und Teil 2 folgt ein weiterer Teil mit Lehrgängen, Seminaren und Übungen und einer abschließenden, kommissionellen Eignungsfeststellung, welche frühestens nach vier Jahren Gesamtdienstzeit ebenfalls zum Leutnant führt. Offiziersanwärter der Miliz haben vor der Beförderung zum Leutnant meistens den Dienstgrad Wachtmeister.
Außerdem wird die Verwendungsbezeichnung Leutnant für leitende Beamte (E1) der Exekutive in Österreich, dazu gehören Bundespolizei und Justizwache, unter anderem im Eingangsamt der höchsten von insgesamt drei Laufbahnebenen verwendet. Da es sich bei den genannten Wachkörpern um zivile Körperschaften handelt, die lediglich nach militärischem Muster organisiert sind, handelt es sich nicht um „Polizeioffiziere“. Die Beamten führen lediglich Offiziersränge als Verwendungsbezeichnung. Im Übrigen ist ein direkter Vergleich mit den Dienstgraden des Bundesheeres nicht möglich, da in der Bundespolizei Aufgaben, die im militärischen Bereich einem niedrigrangigen Offizier zukommen, von hochrangigen dienstführenden Beamten (E 2a), also Angehörigen der mittleren Laufbahnebene, wahrzunehmen sind.
| Niedrigerer Dienstgrad Fähnrich                                                                                      | Dienstgrad Leutnant | Höherer Dienstgrad Oberleutnant |
| Einordnung: Rekruten – Chargen – Unteroffiziere – Offiziere Alle Dienstgrade auf einen Blick: Bundesheer-Dienstgrade |                     |                                 |

### Schweizer Armee
In der Schweizer Armee erfolgt die Beförderung zum Oberleutnant (französisch premier lieutenant, italienisch primotenente) entsprechend „Armee XXI“ nach Absolvierung der gesamten Ausbildung zum Leutnant (inklusive des Praktischen Dienstes, also das Abverdienen in einer VBA) und zwei Wiederholungskursen (WK) als Leutnant oder nach vier Gradjahren als Leutnant.
Als Miliz-Leutnant muss man jährlich rund vier Wochen Dienst leisten (eine Woche Kadervorkurs, drei Wochen Wiederholungskurs). Insgesamt muss ein Leutnant oder Oberleutnant 680 Diensttage absolvieren bis zur Entlassung. Um einen Vorschlag zum Offizier zu erhalten, gehen in der Regel die Grundausbildung sowie das Absolvieren einer Unteroffiziersschule voraus. Hier wird in diversen Tests die Eignung des Anwärters geprüft.
Nach 7 Wochen Abverdienen als Wachtmeister tritt der Offiziersaspirant in den zentralen Offizierslehrgang über, wo er mit Anwärtern anderer Truppengattungen zusammentrifft und vor allem Befehlstechnik und Grundwissen über die Schweiz und die Schweizer Armee erlernt. Anschließend beginnt die normalerweise fünfzehnwöchige Offiziersschule in der jeweiligen Truppengattung, deren Höhepunkt die Durchhalteübung (mindestens acht, im Normalfall neun bis elf Tage) ist. Ebenfalls beinhaltet ist der 100-Kilometer-Marsch, den aber nicht mehr alle Verbände absolvieren. Bei der Führungsunterstützung, Logistik, Artillerie, Fliegertruppen, Genie- und Rettungstruppen, den Panzertruppen und der Infanterie (101 km) ist er aber immer noch fester Bestandteil des Solls eines Offiziers. Der 100-Kilometer-Marsch wird an einem Stück durchgeführt, Dauer etwa 18 bis 23 Stunden. Bei den berittenen Veterinärtruppen (Teil der Logistik) wird zusätzlich zum 100-Kilometer-Marsch ein 100-Kilometer-Ritt absolviert.
Anschließend an die Offiziersschule wird man zum Leutnant befördert. Anschließend an die Beförderung wird fast immer ein Offiziersball abgehalten, der speziell den jungen Offizieren gilt.
Einzige Ausnahme zu diesem Ablauf der Schulung stellen die KSK dar, die eine 18-wöchige Offiziersschule absolvieren und erst nach Beförderung zum Leutnant einen Zug übernehmen.
Das Dienstgradabzeichen zeigt bei der Schweizer Armee einen 3 mm breiten Streifen.
Neben den Bezeichnungen in den drei Kommandosprachen der Schweizer Armee wird er in Auslandseinsätzen auch als Second Lieutenant bezeichnet (2Lt). NATO-Rangcode: OF-1b.
| Niedrigerer Grad Chefadjutant | Offiziersgrad Leutnant | Höherer Grad Oberleutnant |
| Einordnung: Mannschaften – Unteroffiziere – Höhere Unteroffiziere – Subalternoffiziere – Hauptleute – Stabsoffiziere – Höhere Stabsoffiziere – Oberbefehlshaber der Armee Alle Grade auf einen Blick: Grade der Schweizer Armee |                        |                           |

## Rangäquivalent in weitern Streitkräften
In der NATO hat der Leutnant den Rangcode OF-1b. Davon abweichend ist in den Streitkräften einiger Länder, wie beispielsweise in Bulgarien, der niedrigste Offiziersrang der Unterleutnant (hier allerdings OF-1c). Es gibt also zwei unterschiedliche Bezeichnungsschemata für den niedrigsten Offiziersdienstgrad:
- als Leutnant wie in
  - Dänemark als Løjtnant
  - Kanada als Lieutenant bei der Royal Canadian Navy OF-2 damit dem Kapitänleutnant entsprechend
  - Polen als Porucznik
  - Russland als Лейтенант (Leytenant)
  - Türkei als Teğmen
  - Vereinigtes Königreich als Lieutenant
- als Unterleutnant oder Zweiter Leutnant wie in
  - Argentinien, Bolivien, Chile, Kolumbien als Subteniente
  - Brasilien, Angola als Segundo Tenente
  - Belgien als Onderluitenant oder Sous-Lieutenant
  - Frankreich und Französisch sprechenden Ländern als Sous-Lieutenant
  - Italien als Sottotenente
  - Kanada als Second Lieutenant bei der RCAF und Canadian Army bzw. Sub-Lieutenant bei der Royal Canadian Navy OF-1c
  - Niederlande als Tweede-Luitenant
  - Polen als Podporucznik
  - Rumänien als Sublocotenent
  - Uruguay als Teniente Segundo
  - USA als Second Lieutenant (2nd Lt.) (US-Soldcode O-1)
  - Vereinigtes Königreich als Second-Lieutenant oder auch Sub-Lieutenant bei der Marine.
  - Schweden als Fänrik